# Carolina Routier
Carolina Routier Cañigueral (* 23. April 1990 in Banyoles), in katalanischen Medien auch Caro(l) Routier, ist eine ehemalige spanische Triathletin. Sie ist spanische U23-Meisterin, Elite-Sprint-Meisterin und Aquathlon-Meisterin (U23 und Elite) des Jahres 2011 sowie Olympiastarterin (2016).

## Werdegang

### Europameisterin Rettungsschwimmen 2008
Carolina Routier ist seit ihrer Jugend im Schwimmsport aktiv, sie war Mitglied der spanischen Nationalmannschaft im Rettungsschwimmen und Rettungsschwimm-Europameisterin 2008.

### Triathlon seit 2009
2009 startete sie bei ihrem ersten Triathlon. In Katalonien tritt Routier für die Vereine CN (Club natació) Banyoles, Club Triatló Costa de Barcelona-Maresme und Triatló Villanova (Inverse Ditec Triatló Vilanova) an. Beim Circuit Català 2009 wurde sie Zweite.
Routier studiert Public Relations an der Fakultät für Tourismus der Universitat de Girona, für die sie bei den spanischen Universitäts-Triathlonmeisterschaften die Silbermedaille gewann.
Seit 2012 startet sie bei den Rennen der Weltmeisterschaft-Rennserie auf der olympischen Distanz und konnte bei vielen dieser Starts die Schwimmdistanz als Führende beenden.
Im September 2013 wurde sie Vizestaatsmeisterin auf der Triathlon-Kurzdistanz.

### Olympische Sommerspiele 2016
Carolina Routier ging bei den Olympischen Sommerspielen 2016 am 20. August in Rio de Janeiro für Spanien an den Start – zusammen mit Ainhoa Murúa und Miriam Casillas García. Sie wurde allerdings überrundet und daher nicht gewertet.
Im Juli 2017 wurde die damals 27-Jährige in Banyoles Nationale Meisterin auf der Triathlon-Sprintdistanz. Die Weltmeisterschaftsrennserie 2017 beendete sie im September als beste von neun spanischen Athletinnen auf dem 32. Rang und 2018 belegte sie als beste spanische Athletin den 50. Rang. Seit 2021 tritt Carolina Routier nicht mehr international in Erscheinung.
Routiers Lebensgefährte ist der spanische Triathlet Mario Mola (ITU-Weltmeister 2016, 2017, 2018).

## Sportliche Erfolge

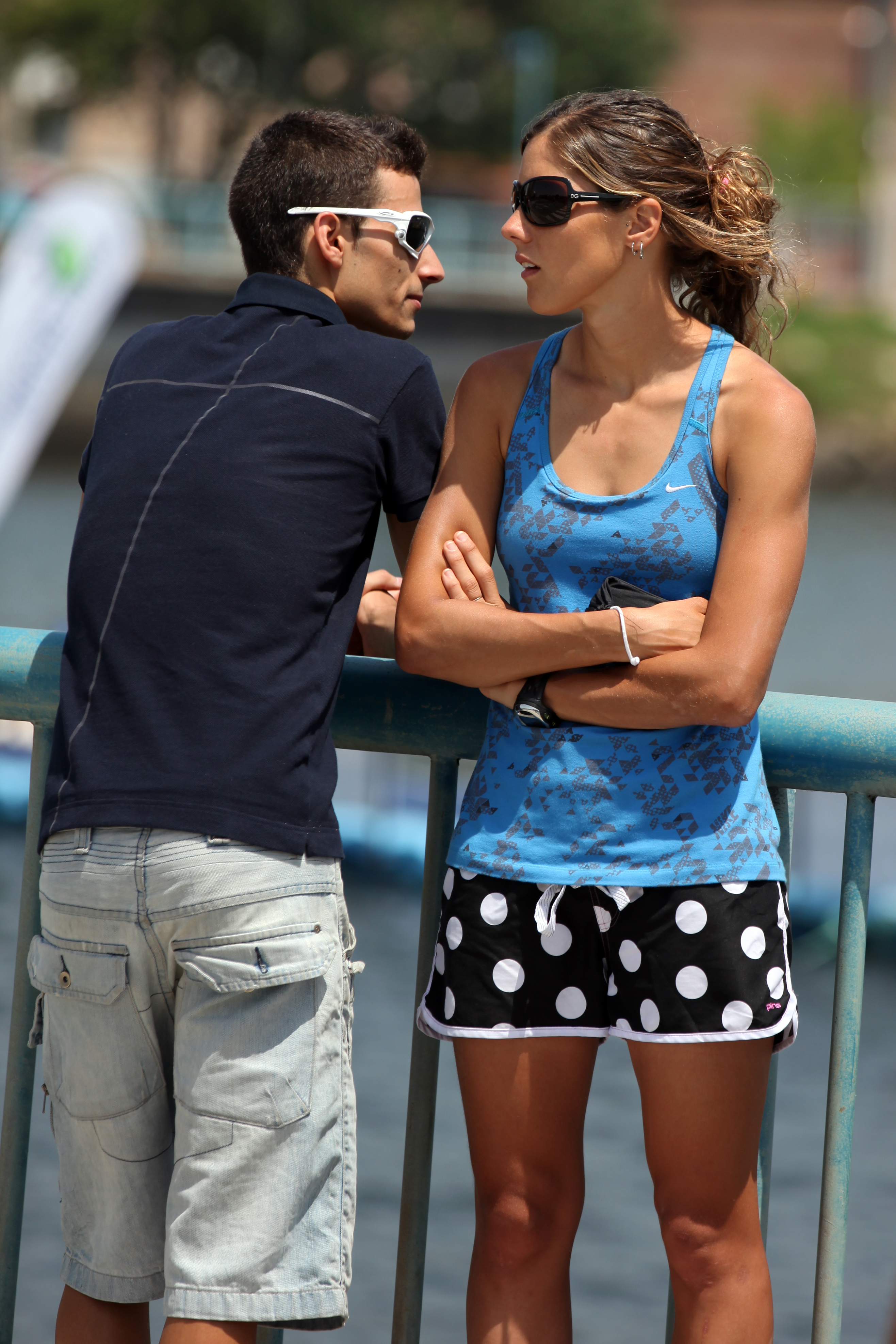
Carolina Routier und ihr Lebensgefährte Mario Mola, 2011

| Datum/Jahr    | Rang | Wettbewerb                                          | Austragungsort | Zeit     | Bemerkung                                                                                  |
| ------------- | ---- | --------------------------------------------------- | -------------- | -------- | ------------------------------------------------------------------------------------------ |
| 29. Mai 2021  | 37   | ITU World Triathlon Cup                             | Cannigione     | 01:05:45 |                                                                                            |
| 5. Sep. 2020  | 46   | ITU World Championship Series 2020                  | Hamburg        | 00:57:37 | Weltmeisterschaft                                                                          |
| 7. Sep. 2019  | 8    | ITU Triathlon World Cup                             | Banyoles       | 00:56:59 | hinter der Deutschen Laura Lindemann                                                       |
| 5. Mai 2019   | 43   | ITU Triathlon World Cup                             | Madrid         | 01:07:00 |                                                                                            |
| 8. März 2019  | 27   | ITU World Championship Series 2019                  | Abu Dhabi      | 00:58:28 | erstes Rennen der Saison                                                                   |
| 2. März 2018  | 17   | ITU World Championship Series 2018                  | Abu Dhabi      | 01:02:30 | erstes Rennen der Saison                                                                   |
| 12. Nov. 2017 | 4    | Sprint Triathlon Premium American Cup               | Santo Domingo  | 01:04:24 | als zweitbeste Spanierin hinter Camila Alonso Aradas (Rang 2)                              |
| 23. Juli 2017 | 1    | ESP Triathlon National Championship Sprint          | Banyoles       | 01:00:59 | Staatsmeisterin Sprintdistanz                                                              |
| 8. Mai 2016   | 8    | ITU Triathlon World Cup                             | Cagliari       | 01:05:13 |                                                                                            |
| 6. Sep. 2015  | 4    | ITU World Championship Series 2015                  | Edmonton       | 00:59:20 | [ 6 ]                                                                                      |
| 13. Juli 2014 | 14   | ITU Sprint Triathlon World Championship Mixed Relay | Hamburg        | 01:22:19 | bei der Team-Weltmeisterschaft – zusammen mit Ainhoa Murúa, Mario Mola und Fernando Alarza |
| 6. Juli 2014  | 7    | T3 Triathlon                                        | Düsseldorf     | 01:01:22 | auf der Sprintdistanz (0,75 km Schwimmen, 20 km Radfahren und 5 km Laufen)                 |
| 7. Apr. 2012  | 1    | ITU Sprint Triathlon African Cup                    | Larache        | 01:11:44 |                                                                                            |
| 2011          | 1    | ESP Triathlon National Championship Sprint          | Spanien        |          | Staatsmeisterin Sprintdistanz                                                              |

| Datum/Jahr    | Platz | Wettbewerb                              | Austragungsort    | Zeit     | Bemerkung                                           |
| ------------- | ----- | --------------------------------------- | ----------------- | -------- | --------------------------------------------------- |
| 26. Aug. 2017 | 20    | ITU World Championship Series 2017      | Stockholm         | 02:09:59 |                                                     |
| 20. Aug. 2016 | LAP   | Olympische Sommerspiele 2016            | Rio de Janeiro    | –        | überrundet                                          |
| 5. März 2016  | 28    | ITU World Championship Series 2016      | Abu Dhabi         | 01:59:22 | im ersten Rennen der Saison                         |
| 6. Okt. 2013  | 2     | Garmin Barcelona Triathlon              | Barcelona         | 01:54:52 |                                                     |
| 7. Sep. 2013  | 2     | ESP Triathlon National Championships    | Los Narejos       | 02:06:50 | Vizestaatsmeisterin, hinter Ainhoa Murúa            |
| 16. März 2013 | 2     | ITU Triathlon Pan American Cup          | Sarasota          | 01:58:12 | Zweite hinter Paula Findlay                         |
| 26. Mai 2012  | 52    | ITU World Championship Series 2012      | Madrid            | 02:16:06 |                                                     |
| 20. Apr. 2012 | 25    | ETU Triathlon European Championships    | Eilat             | 02:17:29 | Europameisterschaft auf der olympischen Kurzdistanz |
| 28. Aug. 2010 | 16    | ETU Triathlon European Championship U23 | Vila Nova de Gaia | 02:24:57 | U23-Europameisterschaft                             |

(DNF – Did Not Finish
LAP – Überrundet)